# Illex coindetii
Illex coindetii е вид главоного от семейство Ommastrephidae. Видът не е застрашен от изчезване.

## Разпространение и местообитание
Разпространен е в Албания, Алжир, Ангола, Бахамски острови, Белгия, Белиз, Бенин, Босна и Херцеговина, Великобритания, Венецуела, Габон, Гамбия, Гана, Гватемала, Гвинея, Гвинея-Бисау, Дания, Демократична република Конго, Доминиканска република, Египет, Екваториална Гвинея, Западна Сахара, Израел, Ирландия, Испания, Италия, Камерун, Кипър, Колумбия, Коста Рика, Кот д'Ивоар, Либерия, Либия, Ливан, Мавритания, Малта, Мароко, Мексико, Намибия, Нидерландия, Никарагуа, Норвегия, Панама, Португалия (Азорски острови), САЩ, Сенегал, Сиера Леоне, Сирия, Словения, Сърбия, Того, Тунис, Турция, Франция, Хаити, Хондурас, Хърватия, Черна гора и Швеция.
Обитава крайбрежията на морета и заливи. Среща се на дълбочина от 9 до 1783,5 m, при температура на водата от 4,2 до 25,8 °C и соленост 34,1 – 38,7 ‰.